# Mélanie Laballe
Pour les articles homonymes, voir Laballe.
Mélanie Laballe est une actrice française née vers 1732 et décédée le 16 novembre 1748.

## Biographie
Elle débute à la Comédie-Française en 1746. 
Sociétaire de la Comédie-Française en 1746. 
Retraitée en 1748.